# Torneo di Wimbledon 1947 - Singolare ragazzi
È stata la prima edizione del torneo juniores a Wimbledon. I partecipanti sono stati divisi in due gironi all'italiana da cui sono usciti vincitori rispettivamente Kurt Nielsen e Sven Davidson. Nell'incontro per il titolo Nielsen ha sconfitto Davidson con il punteggio di 8–6, 6–1, 9–7.

## Finale
|  | Finale        |               |               |               |   |   |   |  |
|  |               |               |               |               |   |   |   |  |
|  | Kurt Nielsen  | Kurt Nielsen  | Kurt Nielsen  | Kurt Nielsen  | 8 | 6 | 9 |  |
|  | Sven Davidson | Sven Davidson | Sven Davidson | Sven Davidson | 6 | 1 | 7 |  |

### Gruppo A
|  |                | Nielsen | Mortlet | Nys | Balestra | Becka | RR V-P | Set V-P | Game V-P | Classifica |
|  | Kurt Nielsen   |         | 6–3     | 6–3 | 5–4      | 5–4   | 4–0    | 4–0     | 22–14    | 1          |
|  | Mortlet        | 3–6     |         | 3–6 | 5–4      | 4–5   | 1–3    | 1–3     | 15–21    | 4          |
|  | Francis Nys    | 3–6     | 6–3     |     | 6–3      | 2–7   | 2–2    | 2–2     | 17–19    | 3          |
|  | Erwin Balestra | 4–5     | 4–5     | 3–6 |          | 1–8   | 0–4    | 0–4     | 12–24    | 5          |
|  | Jaromir Becka  | 4–5     | 5–4     | 7–2 | 8–1      |       | 3–1    | 3–1     | 24–12    | 2          |

### Gruppo B
|  |               | Davidson | Roberts | Lathouwers | Rudd | Huguson | RR V-P | Set V-P | Game V-P | Classifica |
|  | Sven Davidson |          | 5–4     | 8–1        | 7–2  | 5–4     | 4–0    | 4–0     | 25–11    | 1          |
|  | Paddy Roberts | 4–5      |         | 9–0        | 9–0  | 6–3     | 3–1    | 3–1     | 28–8     | 2          |
|  | Lathouwers    | 1–8      | 0–9     |            | 2–7  | 2–7     | 0–4    | 0–4     | 5–31     | 5          |
|  | JE Rudd       | 2–7      | 0–9     | 7–2        |      | 5–4     | 2–2    | 2–2     | 14–22    | 3          |
|  | Huguson       | 4–5      | 2–6     | 7–2        | 4–5  |         | 1–3    | 1–3     | 18–18    | 4          |